# 조석 해협

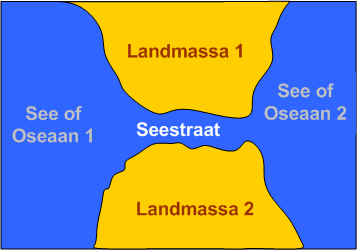
두 대륙 사이 조석 해협을 나타낸 그림.

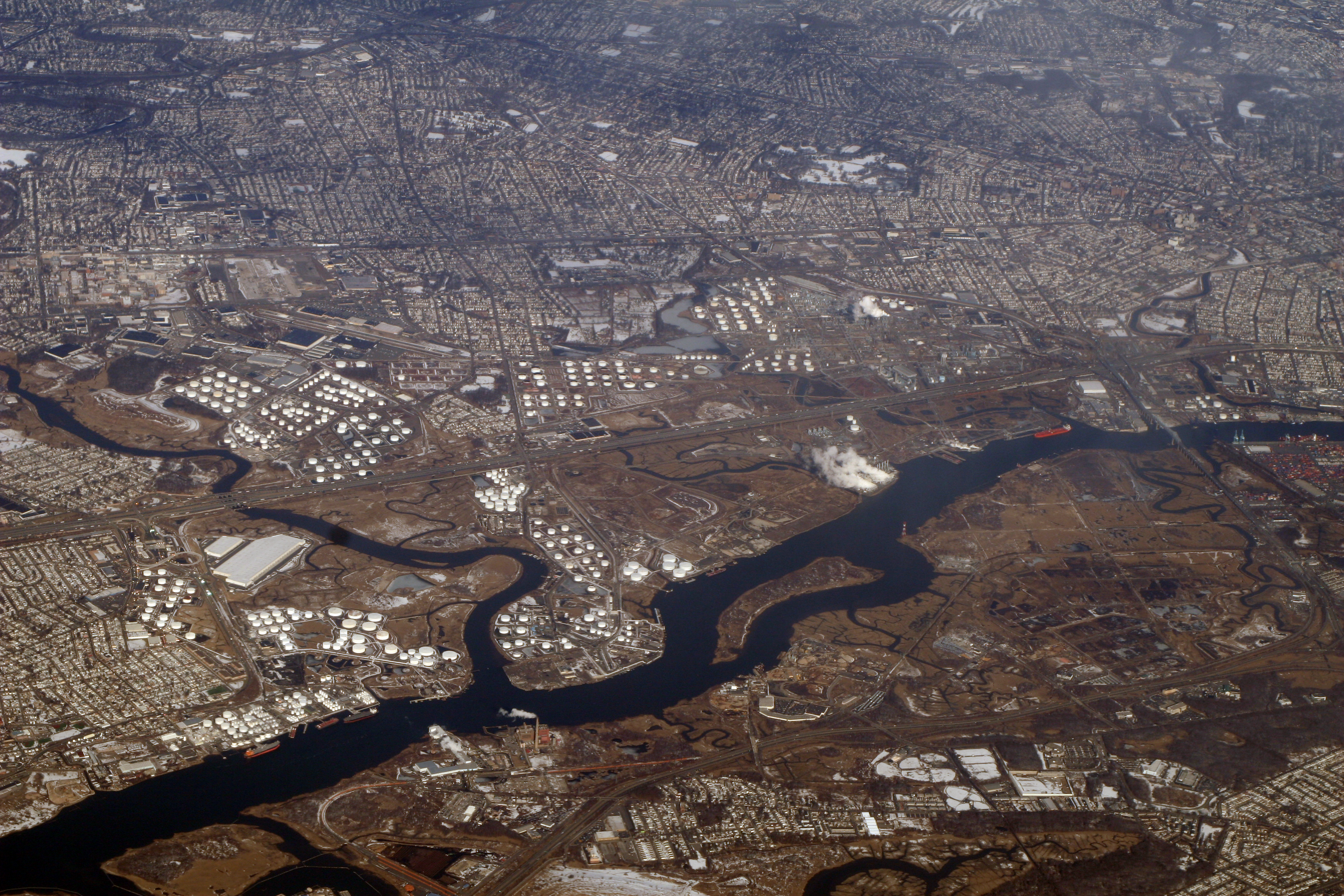
뉴욕 아서킬 조석 해협.

조석 해협(tidal strait)은 두 바다를 연결하는 일종의 해협으로, 조류가 흐를 수 있는 좁은 바닷물길이다. 조석 해협에서는 양 쪽 바다의 분지 높이 차이에 따른 해류가 흐르는데, 보통 한 방향으로만 해류가 흐르지만 간혹 양방향으로 흐르기도 한다. 조석 해협은 보통 판의 이동에 의해 형성된다.
간혹 조석 해협에 조석에 의한 퇴적물이 쌓이기도 한다.